# 德文特湖
54°35′N 3°09′W / 54.583°N 3.150°W

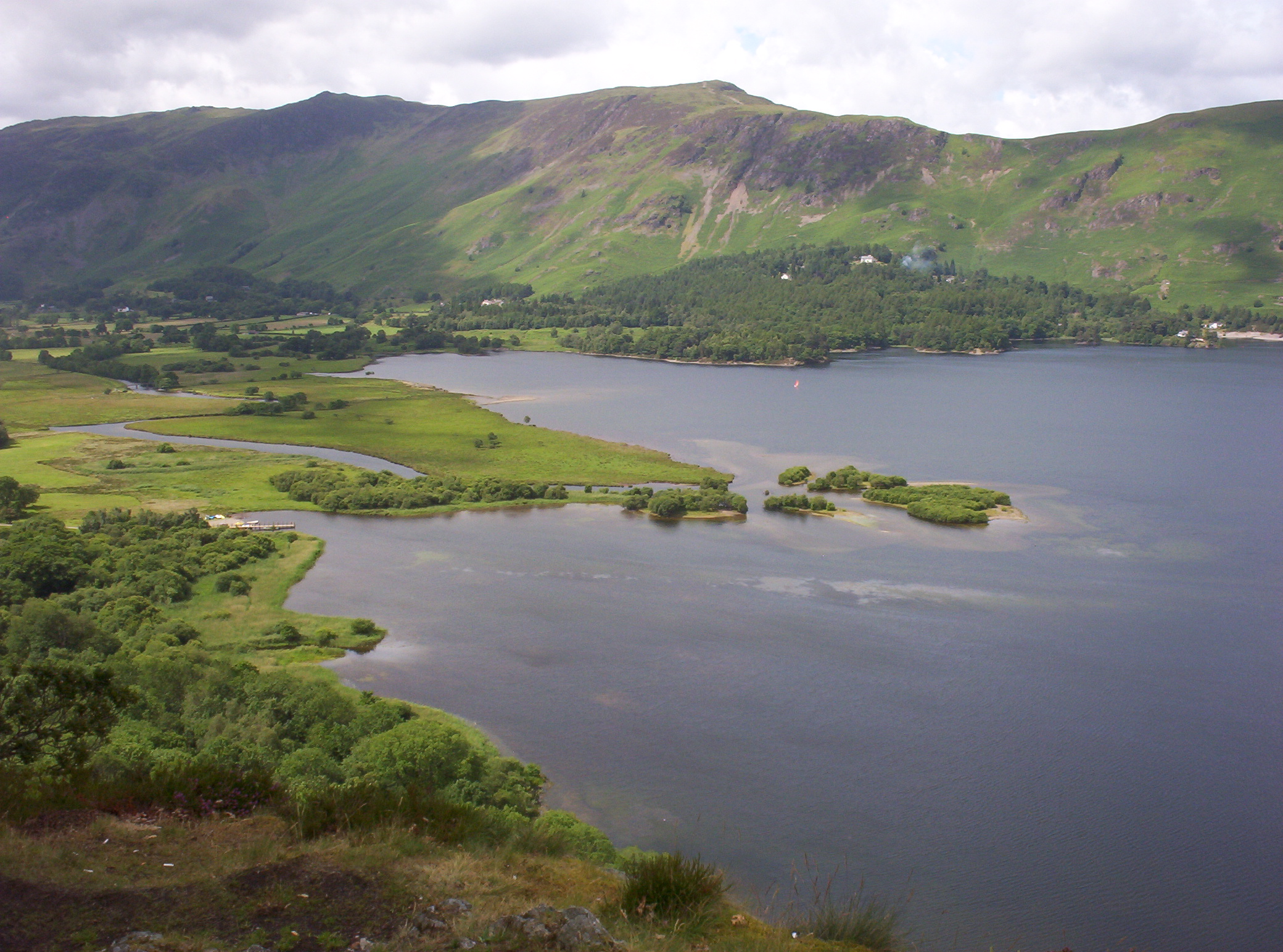

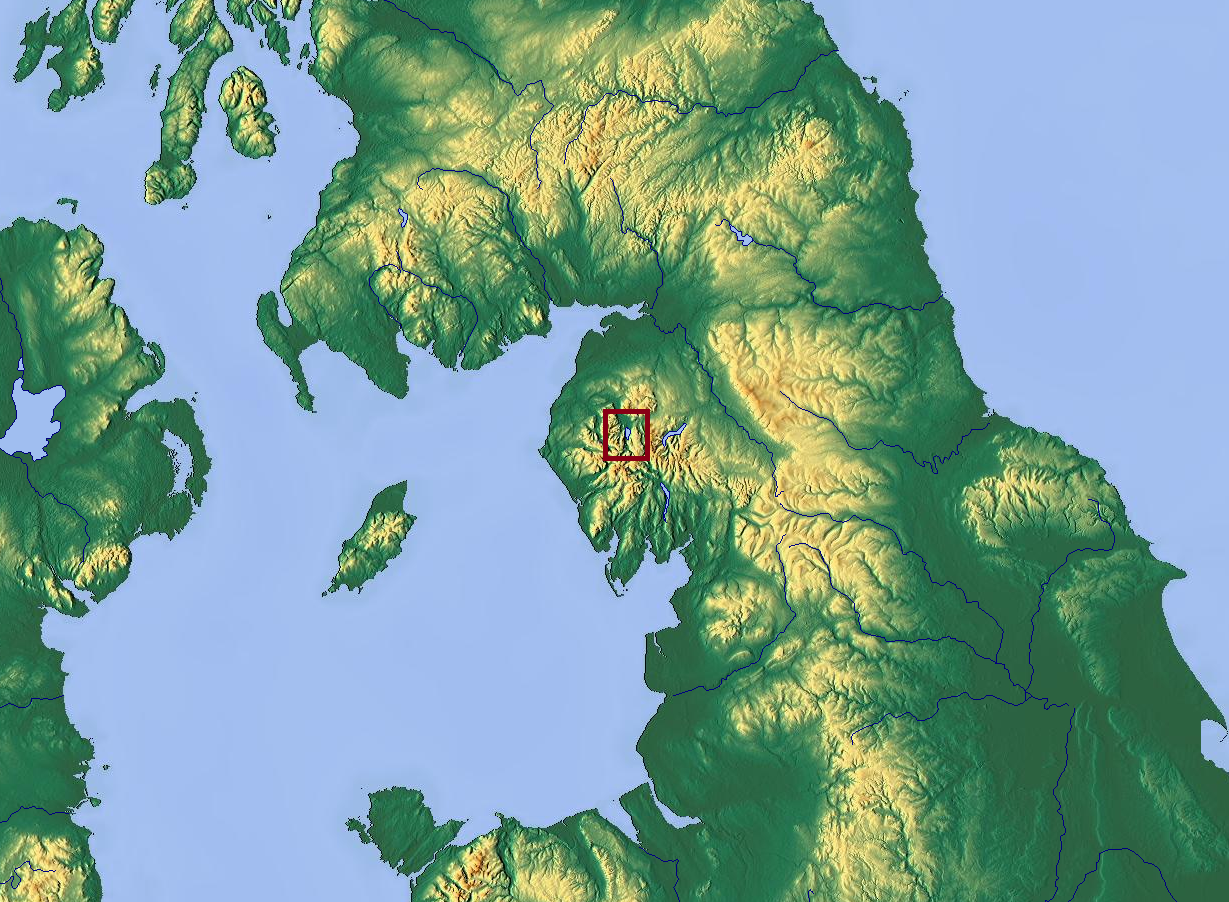

德文特湖是英格蘭湖區的一個湖泊，長4.6公里、寬1.91公里，面積5.2平方公里，海拔高度75米，平均水深5.5米，最大水深22米，湖岸線長度15.4公里，蓄水量2,900萬立方米。

## 外部連結
- Derwentwater in the snow, January 2010.  Daily Mail article （页面存档备份，存于）
- The Cumbria Directory - Derwent Water
- Lake District Walks - Derwent Water Keswick
- 维基共享资源上的相關多媒體資源：德文特湖